# Berkeley Group Holdings
Berkeley Group Holdings plc er en britisk udvikler af boligejendomme. De har hovedkvarter i Cobham, Surrey.
Virksomheden blev etableret af Tony Pidgley og Jim Farrer i Weybridge i 1976 som Berkeley Homes.